# 斐济逸仙学校
斐济逸仙学校  是一所位于斐济苏瓦的中文学校。

## 历史
创建于1936年6月15号，以孙中山先生名字命名。最初由17名学生组成，已发展到1100多名学生，接收斐济所有族群的学生。中学约有400人，小学有700人。2018年4月12日，中国驻斐济大使钱波夫妇出席逸仙学校扩建教学楼剪彩仪式。

## 著名校友
- 司徒新耀